# Cheng-jang
Cheng-jang (čínsky pchin-jinem Héngyáng, znaky 衡阳) je městská prefektura v Čínské lidové republice, po Čchang-ša druhé největší město provincie Chu-nan. Leží na řece Siang-ťiang a od Čchang-ša, hlavního města provincie, je vzdáleno 160 kilometrů na jih.
Celá prefektura má rozlohu 15 300 čtverečních kilometrů a v roce 2020 v ní žilo přes šest a půl milionu obyvatel.
Ve městě je stanice vysokorychlostní železniční tratě Wu-chan – Kanton. Město je také železničním uzlem klasických železničních tratí: vedou přes něj železniční trať Peking – Kanton a železniční trať Chu-nan – Kuang-si.

## Správní členění
Městská prefektura Cheng-jang se člení na dvanáct celků okresní úrovně, a sice pět městských obvodů, dva městské okresy a pět okresů.
| 3 4 2 1 Nan-jüe městský okres · Lej-jang městský okres · Čchang-ning okres · Cheng-jang okres · Cheng-nan okres · Cheng-šan okres · Cheng-tung okres · Čchi-tung 1. Čeng-siang 2. Š’-ku 3. Ču-chuej 4. Jen-feng |        |                       |             |                                         |
| Název | Název  | Počet obyvatel (2020) | Rozloha km² | Hustota zalidnění (obyv. na km²) (2020) |
| český přepis | znaky  | Počet obyvatel (2020) | Rozloha km² | Hustota zalidnění (obyv. na km²) (2020) |
| Městské obvody |        |                       |             |                                         |
| Čeng-siang | 蒸湘区 | 478 072               | 113         | 4 242                                   |
| Ču-chuej | 珠晖区 | 337 337               | 219         | 1 540                                   |
| Jen-feng | 雁峰区 | 247 791               | 83          | 3 008                                   |
| Nan-jüe | 南岳区 | 70 370                | 182         | 387                                     |
| Š’-ku | 石鼓区 | 227 515               | 105         | 2 163                                   |
| Městské okresy |        |                       |             |                                         |
| Čchang-ning | 常宁市 | 790 676               | 2 048       | 386                                     |
| Lej-jang | 耒阳市 | 1 140 675             | 2 651       | 430                                     |
| Okresy |        |                       |             |                                         |
| Čchi-tung | 祁东县 | 766 920               | 1 874       | 409                                     |
| Cheng-jang | 衡阳县 | 888 433               | 2 562       | 347                                     |
| Cheng-nan | 衡南县 | 796 327               | 2 607       | 306                                     |
| Cheng-šan | 衡山县 | 335 704               | 931         | 361                                     |
| Cheng-tung | 衡东县 | 565 423               | 1 926       | 294                                     |
| |        |                       |             |                                         |
| Celkem | Celkem | 6 645 243             | 15 300      | 434                                     |

## Partnerská města
- Călărași, Rumunsko (15. říjen 2002)
- Fuengirola, Španělsko (24. září 1999)
- Podolsk, Rusko (20. září 1993)
- Rittó, Japonsko (7. říjen 1992)
- Tournai, Belgie (10. prosinec 1994)